# Lutosa
Lutosa is een geslacht van rechtvleugeligen uit de familie Anostostomatidae. De wetenschappelijke naam van dit geslacht is voor het eerst geldig gepubliceerd in 1869 door Francis Walker.

## Soorten
Het geslacht Lutosa omvat de volgende soorten:
- Lutosa anomala Gorochov, 2001
- Lutosa azteca Saussure & Pictet, 1897
- Lutosa brasiliensis Brunner von Wattenwyl, 1888
- Lutosa cubaensis Haan, 1842
- Lutosa goeldianus Saussure & Pictet, 1897
- Lutosa imitata Magalhaes de Oliveira Levada & Diniz Filho, 1993
- Lutosa inermis Salfi, 1925
- Lutosa marginalis Walker, 1869
- Lutosa normalis Gorochov, 2001
- Lutosa obliqua Walker, 1869
- Lutosa paranensis Rehn, 1911
- Lutosa surda Gorochov, 2001